# Алуне
Алу́не, макабала — один з амбоно-тиморських народів в Східній Індонезії, на заході острова Серам. Чисельність близько 10 тисяч чоловік (станом на 1985 рік). Антропологічно вивчені слабко. 
Мова алуне південно-молуккської підгрупи центрально-австронезійської групи австронезійської сім'ї. Можливо, має діалектне членування. Говорять також  індонезійською мовою. 
Алуна — протестанти-реформати (звернені до середини XX століття), зберігаються пережитки традиційних вірувань. 
Близькі вемале, з частиною яких входили в міжплемінні об'єднання чорних патасіва. Традиційне заняття — вирощування суходільних рису і бульбоплодів. Знайомі з ткацтвом (жінки носять ткані спідниці). 
Рахунок родства патрилінійний. Основу соціальної організації становить дисперсний батьківський рід нулу. Шлюб кросскузенний, двосторонній, розвинений обмін сестрами. До 1920-х років зберігалася полювання за головами.